# DKISS
DKISS es un canal de televisión en abierto español propiedad del Grupo KISS Media mediante una joint-venture con Discovery Communications ofreciendo una programación para un público joven-adulto, preferentemente femenino. El canal fue lanzado el 28 de abril de 2016 y comenzó sus emisiones oficiales en mayo del mismo año. El 15 de marzo de 2016, Discovery Communications (ahora Warner Bros. Discovery) llegó a un acuerdo con el Grupo KISS Media para emitir contenido exclusivo, incluyendo su marca en la denominación del canal a través de la D de DKISS.

## Historia
Después de que el Consejo de Ministros otorgara a Radio Blanca una de las tres licencias de TDT en definición estándar, las cuales se adjudicaron el 16 de octubre de 2015 junto a las otras tres licencias en alta definición, el grupo audiovisual anunció que lanzaría un canal generalista (sin informativos) y de producción propia destinado a un público de entre 20 y 40 años. Para ello, el grupo audiovisual confió en Javier Pons, exdirector de Televisión Española, para poner en marcha y dirigir el canal.
Más tarde, se anunció que el canal operaría bajo la marca Quiero TV. Sin embargo, poco después, el Grupo KISS Media rectificó y confirmó que el canal utilizaría la marca 9Kiss TV para el canal nacional, cambiando la del canal local por Hit TV. Así, 9Kiss TV, que llegaría el 28 de abril de 2016, apurando el límite legal de inicio de emisión, estaría destinado, principalmente, al público femenino joven-adulto.
Sin embargo, el Grupo KISS Media alcanzó un acuerdo de cesión de contenidos por parte de Discovery Communications, y se confirmó que el canal finalmente se denominaría DKISS.
El 30 de junio el operador Vodafone TV incorporó la señal al dial 61 de su servicio de televisión.

## Presentadores
- Valeria Ros

## Programación

### Producción propia
- Vivir Bailando (2016)
- Algo pasa con Ana (2016)
- KissMussik (2016)
- Desnúdame (2017)
- Este hotel es un infierno (2017)
- Viajeras con B (2018)
- Casaterapia (2018)
- Crímenes con Marta Robles (2018)
- ¡Sí, quiero este vestido! España (2018-2019)
- HairStyle: The Talent Show (2023)
- FBoy Island España (2024)
- Pekín Express (2024)

### Producción ajena
- 24 horas en Urgencias
- 24 kilates
- 90 días para casarte
- Algo me está matando
- Algo nuevo, algo prestado
- Alta infidelidad
- Amigos que matan
- Amish: Rompiendo las reglas
- Amor al primer beso
- Amor al primer click
- Amor asesino
- Asesinato en la mansión
- Asesinato en primera persona
- Asesinatos en serie
- Belleza en crisis
- Belleza mortal
- Bodas extraordinarias
- Buscadores de casas
- Cambio radical
- Cambio radical: operación boda
- Cambio radical: perdiendo peso
- Casado por mis padres
- Chapuzas estéticas
- Cinco por sorpresa
- Citas infernales
- Cocina con Buddy
- Cómo (casi) me libro de la cárcel
- Compañeras de peso
- Conexión asesinato
- Crímenes en la red
- Crímenes pasionales
- Cuando Harry encontró a Meghan
- Cuatro bodas
- Cuerpos embarazosos
- Cuerpos embarazosos: enfermedades
- Cuerpos embarazosos: sobrepeso
- Desastres estéticos
- Desnúdame
- Diagnosticame
- Diagnósticos erróneos
- Diagnósticos extraordinarios
- Diagnósticos misteriosos
- Doctora Davies, cirujana plástica
- ¿Donde está mi familia?
- Dos entre un millón
- ¡Dragníficas!
- El beso de la muerte
- El encantador de gatos
- El rey de las tartas
- El secreto a la tumba
- El sexo me llevó a urgencias
- Embarazada a los 16
- Embarazos extraños
- En tu talla o en la mía
- Enganchada a las reformas
- Enterrado en mi basura
- Entre pasteles
- Esposas asesinas
- Este hotel es un infierno
- Este hotel es un infierno, con Gordon Ramsay
- Estilo S.O.S.
- Extraordinarios casos médicos
- ¿Felices para siempre?
- Food factory
- Gemelas a la obra
- Gente extraordinaria
- Gran-diosa
- Hasta que la muerte nos separe
- Hogar, sucio hogar
- Infidelidades mortales
- Intersexuales
- Kate, con ocho basta
- Kiss Bang Love
- La consulta del doctor Christian
- La doctora Lee
- LA Ink
- La reforma de tus sueños
- La revista People investiga
- La venganza de Gypsy
- Lady Di: ¿Tragedia o traición?
- Las gemelas reforman dos veces
- Las Kardashian
- Los casos de Aphrodita Jones
- Los casos de Paula Zahn
- Los gemelos reforman dos veces: edición celebrity
- Los peores tatuajes
- Lost in transition
- Madrastras malvadas
- Maestros de la restauración
- María Elena Salinas investiga
- Mascotas a dieta
- Mataría por ti
- Me pido este vestido
- Menuda familia
- ¡Menuda pareja!
- ¡Menuda pareja! La familia crece
- Menudos granjeros
- Mi casa soñada
- Mi espectacular boda gitana
- Mi espectacular boda italiana
- Mi familia de 1000 kilos
- Mi familia pesa una tonelada
- Mi fiesta de quinceañera
- Mi secreto al desnudo
- Mi vida con 300 kilos
- Mi vida con 300 kilos: ¿qué pasó después?
- Mi vida con 300 kilos: cirugía final
- Minicasas luxury
- Mis amigas de 300 kilos
- Momsters
- Morir por amor
- Muerte en el pantano
- Mujeres letales
- No sabía que estaba embarazada
- Novias curvy
- Parejas asesinas
- Pecados mortales
- Piscinas de ensueño
- Premios Emmy
- Premios Grammy
- Princesa Diana: En primera persona
- Quiero mi descuento
- Quiero vivir en la playa
- Quiero vivir en pelotas
- Reformas con Christina
- Reto en la cocina con Buddy
- Reyes por sorpresa
- RuPaul's Drag Race
- Salvados por la grasa
- Se acabó el amor
- Seis por sorpresa
- Separados al nacer
- ¡Sí, quiero ese vestido!
- ¡Sí, quiero ese vestido! Australia
- Sin pistas
- Solo en casa
- Sucedió en urgencias
- Supertacaños
- Tamron Hall investiga
- The normal heart
- Todo era mentira
- Tu casa en 100 días
- Tú ensucia, que yo limpio
- Tu pastelería al rescate
- Últimas horas
- Un asesino en el trabajo
- Un asesino en la familia
- Un bebé lo cambia todo
- Un parásito dentro de mí
- Una cita única
- Una médium en casa
- Urgencias bizarras
- Urgencias punzantes
- Vacaciones letales
- Ven a cenar conmigo (Reino Unido)
- Víctima de una obsesión
- Victoria's Secret Fashion Show
- Vidas gigantes
- Ya no estoy gordo
- Yo soy Jazz

## Imagen corporativa

Logotipo de DKISS (2016-2019).
Logotipo actual de DKISS (2019-presente).

## Audiencias
Evolución de la cuota de pantalla mensual y anual. Están en negrita y rojo los meses en que fue líder de audiencia.
| Año  | Enero | Febrero | Marzo | Abril | Mayo   | Junio | Julio | Agosto | Septiembre | Octubre | Noviembre | Diciembre | Media anual |
| ---- | ----- | ------- | ----- | ----- | ------ | ----- | ----- | ------ | ---------- | ------- | --------- | --------- | ----------- |
| 2016 | -     | -       | -     | -     | 0,5%** | 0,5%  | 0,7%  | 0,7%   | 0,7%       | 0,8%    | 0,8%      | 0,8%      | 0,4%        |
| 2017 | 0,7%  | 0,8%    | 0,9%  | 0,9%  | 1,0%   | 0,9%  | 0,9%  | 0,9%   | 0,9%       | 0,8%    | 0,9%      | 0,8%      | 0,9%        |
| 2018 | 0,8%  | 0,8%    | 0,7%  | 0,7%  | 0,8%   | 0,8%  | 0,9%  | 0,9%   | 0,9%       | 0,8%    | 0,9%      | 0,8%      | 0,8%        |
| 2019 | 0,8%  | 0,8%    | 0,8%  | 0,9%  | 0,9%   | 0,9%  | 1,0%  | 1,1%   | 1,0%       | 0,9%    | 0,9%      | 1,0%      | 0,9%        |
| 2020 | 1,0%  | 1,0%    | 0,8%  | 1,0%  | 1,2%   | 1,1%  | 1,1%  | 1,2%   | 1,1%       | 1,1%    | 1,0%      | 0,9%      | 1,0%        |
| 2021 | 1,0%  | 1,0%    | 1,0%  | 1,0%  | 1,1%   | 1,1%  | 1,1%  | 1,3%   | 1,1%       | 1,1%    | 1,1%      | 1,1%      | 1,0%        |
| 2022 | 1,1%  | 1,2%    | 1,1%  | 1,2%  | 1,2%   | 1,2%  | 1,3%  | 1,4%   | 1,2%       | 1,1%    | 1,1%      | 1,0%      | 1,2%        |
| 2023 | 1,1%  | 1,2%    | 1,1%  | 1,1%  | 1,1%   | 1,3%  | 1,2%  | 1,3%   | 1,2%       | 1,2%    | 1,2%      | 1,3%      | 1,2%        |
| 2024 | 1,3%  | 1,2%    | 1,3%  | 1,3%  | 1,3%   | 1,4%* | 1,3%  | 1,4%*  | 1,4%*      | 1,3%    | 1,2%      | 1,1%      | 1,3%        |
| 2025 | 1,2%  | 1,3%    | 1,1%  | 1,1%  | 1,1%   | 1,2%  | 1,2%  |        |            |         |           |           |             |

* Máximo histórico. | ** Mínimo histórico.
El día de más audiencia de DKISS hasta la fecha ha sido el jueves 30 de julio de 2020, en el que alcanzó una cuota de pantalla del 1,6% y una audiencia media de 130 000 espectadores. 
Su programa más visto fue el martes 4 de abril de 2017, con Mi vida con 300 kilos, ¿qué pasó después?, que marcó 340 000 espectadores y un 1,9% de cuota de pantalla.